# I Borgia (fumetto)
I Borgia è un fumetto di genere drammatico scritto dallo scrittore cileno Alejandro Jodorowsky ed illustrato dall'illustratore italiano Milo Manara. L'opera è stata realizzata tra il 2004 ed il 2011 ed è suddivisa in quattro volumi: "La Conquista del Papato" (2004), "Il Potere e l'incesto" (2006), "Le fiamme del rogo" (2011) e "Tutto è Vanità" (2011). Il fumetto si distingue per la grande componente erotico-shakspeariana e per essere un fumetto particolarmente ricco di violenza, seppur essa non sia mai portata a livelli estremi. Il risultato della collaborazione tra Alejandro Jodorowsky e Milo Manara riuscì a meritarsi gli elogi delle critica, che videro nell'opera l'apice delle complessità tematiche del maestro cileno. Il fumetto non è da leggere in chiave storica. L'intreccio narrativo si basa su aneddoti e leggende riguardanti la famiglia Borgia e la figura di papa Alessandro VI. La storicità del fumetto è pressoché nulla, sebbene vi siano narrati fatti realmente accaduti.

## Trama
Nei quattro volumi si racconta la storia della famiglia Borgia dall'elezione di Rodrigo Borgia al soglio pontificio sino alla morte di tutti i membri della famiglia e al decadimento della casata. Mentre i primi due volumi sono raccontati sotto forma di cronaca, i restanti due sono raccontati tramite un flashback di Michelotto Corella (nel fumetto chiamato Micheletto) servitore e sicario della potente famiglia spagnola.

### La conquista del Papato
Roma, anno del Signore 1492. Il pontificato del corrotto Innocenzo VIII sta per volgere al termine, e già si profila il Conclave che porterà al potere un nuovo cardinale corrotto. I due maggiori favoriti alla carica sono il cardinale spagnolo Rodrigo Borgia, uomo infido avido di potere ed amante delle belle donne, ed il cardinale italiano Giuliano Della Rovere, uomo astuto e potente, oltreché omosessuale disinibito. Il cardinal Borgia ha un sogno: mettere l'Italia sotto l'egemonia dello Stato Pontificio e affermare il potere della propria famiglia sopra i suoi acerrimi nemici. Il cardinale ha inoltre avuto quattro figli dalla relazione clandestina con la nobildonna Vannozza Cattanei: Cesare, primogenito bellissimo oltreché ambizioso ed irrequieto, Giovanni, esplicitamente omosessuale e molto amato dal padre, Lucrezia, ragazza bellissima e sensuale rinchiusa contro la sua volontà in un monastero, e Goffredo il più piccolo ed il più innocente dei figli di Rodrigo. Il cardinal Borgia è molto legato anche ad un suo servo e sicario, Micheletto, un giovane calabrese molto devoto ai Borgia che li aiuterà in tutte le loro trame ed intrighi. Arriva finalmente il giorno della morte dell'anziano Pontefice, ed i cardinali si riuniscono in Conclave per eleggere il nuovo papa. Rodrigo riesce ad essere eletto corrompendo gran parte dei cardinali elettori, e dopo aver superato l'esame che ne verificava la virilità, il nuovo papa viene solennemente incoronato con il nome di Alessandro VI. Ma l'elezione di Rodrigo finirà per scatenare le ire di Della Rovere e dei nemici giurati dei Borgia, che d'ora in avanti saranno pronti a tutto pur di eliminare il nome di papa Alessandro VI dall'urbe.

### Il potere e l'incesto
Alessandro VI è papa ormai da molti mesi e la tiara sembra essere ben salda sulla sua testa. Grazie a trame e intrighi è riuscito a tenere a bada le nobili famiglie romane degli Orsini e dei Colonna, suoi acerrimi nemici, ed ora che non sembra avere oppositori potenti si prepara a tessere la sua trama più importante: la creazione di alleanze potenti all'interno del complesso Scacchiere Italico che garantiscano il pieno potere sia allo Stato della Chiesa che alla sua famiglia. Il Pontefice fa chiamare a sé i suoi figli maschi all'interno del Laterano per discutere del loro avvenire. Assieme a loro viene chiamata anche Lucrezia, che dopo essere stata più volte seviziata dalle monache del monastero di clausura a causa della sua condotta scabrosa con la cugina Giulia Farnese, con la quale intrattenne una relazione lesbo, venne ritirata dal convento e destinata alla vita mondana. Alessandro VI ha in mente un futuro per ognuno: Lucrezia andrà in sposa al Signore di Pesaro Giovanni Sforza al fine di ottenere l'appoggio della potente casata milanese, Goffredo si sposerà invece con Sancha d'Aragona, figlia illegittima dell'erede al trono di Napoli Alfonso. Giovanni sarà destinato alla vita militare ed occuperà il ruolo di Gonfaloniere dello Stato della Chiesa, carica alla quale si disinteresserà subito. Dopo aver ascoltato il padre conferire promesse di domini ed importanti cariche ai suoi fratelli, Cesare si aspetta di ricevere anch'egli un dominio e quando il padre gli spiega che il suo destino sarà quello di vestire la Porpora Cardinalizia, il Borgia viene preso dall'ira. Alessandro VI gli spiegherà allora che il suo destino sarà quello di succederli come papa, e che gli concederà di godere dei piaceri laici. In quello stesso momento però, Lucrezia esprime al padre la sua confusione riguardo al piacere sessuale e alla sua paura di non poter provare godimento con un uomo, essendo egli stata con una donna precedentemente. Alle parole della figlia, papa Alessandro VI chiede a Cesare se prima di allora fosse stato con qualche donna. Cesare risponde vantandosi di aver sedotto tantissime donne e che esse preghino Dio la notte affinché lui le possa penetrare ancora. Il papa chiede dunque al figlio di giacere con Lucrezia e di farle provare molto piacere. Cesare all'inizio sembra titubante, ma poi accetta ed i due hanno un rapporto sessuale davanti agli occhi compiaciuti del papa e dei loro fratelli. Cesare e Lucrezia si compiacciono di ciò ed in seguito giaceranno assieme molte altre volte, fino a quando arriverà il giorno del matrimonio di Lucrezia con Giovanni Sforza. Dopo la cerimonia nuziale, i due sono obbligati a consumare un rapporto sessuale davanti all'intera corte al fine di dimostrare la Verginità di Lucrezia. Dal canto suo, Giovanni Sforza è un uomo brutto e impotente oltreché sodomita. Per passare indenne la prova, Lucrezia nasconde sotto le coperte un uovo pieno di sangue e lo rompe al momento giusto per dimostrare la propria verginità. In seguito al superamento della prova, gli sposi saranno condotti al castello di Pesaro, per poi far ritorno a Roma poco dopo. Nel frattempo Cesare conoscerà l'umanista Niccolò Machiavelli, grande ammiratore del giovane Borgia e uomo che ben presto si rivelerà di grande influenza sulle decisioni del giovane

### Le fiamme del rogo
Roma 1494. In Vaticano si sta tenendo un'enorme orgia alla quale i partecipanti ebri si presentano mascherati. Nel mezzo del mucchio, papa Alessandro VI vaga per le immense sale mascherato con un costume da Re in cerca di una donna attraente da sedurre. Stanco di cercare sembra ormai prossimo alla rinuncia, quando ad un certo punto scorge una ragazza vestita da dama con il volto coperto da una maschera nera. I due incrociano gli sguardi e, dopo essersi appartati, consumano un rapporto sessuale sopra un altare della Basilica. Terminato l'atto, i due si smascherano reciprocamente e si scopre che la ragazza nient'altro non era che Lucrezia. Il papa rimane preda di un forte sgomento ed inizia a mostrasi nervoso. Lucrezia invece non si vergogna di nulla e tranquillizza il padre consolandolo che quello che è appena accaduto non rappresenta nulla di male e che lei si è molto divertita. Allora Alessandro VI spiega alla figlia che egli è bisognoso di una donna e che ora che ha scoperto di essersi congiunto con la propria figlia si è reso conto di non avere speranze di farla sua, dato che Lucrezia apparterrà per sempre all'uomo che l'ha posseduta la prima volta, ossia Cesare. Lucrezia calma il padre dicendogli di conoscere una ragazza bella in grado di soddisfare i desideri del padre: sua cugina Giulia Farnese. L'indomani papa Borgia e sua figlia, scortati da Micheletto e altri servitori si presentano al monastero dove Giulia Farnese è rinchiusa contro la sua volontà. Dopo aver fatto irruzione ed aver punito le monache per aver resistito al volere del papa, il pontefice libera di persona la Farnese e con lei fa ritorno a Roma, dove i due divengono subito amanti. Poco tempo dopo, nella Basilica di San Pietro, papa Borgia esegue la cerimonia nella quale ordina cardinale il figlio Cesare. Alla cerimonia è presente anche Giuliano Della Rovere in compagnia degli esponenti delle famiglie Orsini e Colonna. Della Rovere ne approfitta per parlare con i suoi alleati politici delle manovre politiche per liberarsi del papa, ma d'un tratto nel mezzo della folla alcune persone avvertono forti dolori al ventre e si accasciano a terra vomitando. Subito si scatena un'isteria collettiva e tutti scappano dalla Basilica cercando una via d'uscita per sfuggire la contagio. Alessandro VI si rifugia assieme a Lucrezia, Giulia Farnese, Vannozza e Cesare in una stanza segreta collegata tramite una piccola porta nascosta. Li dentro, il papa parla ai suoi cari illustrandoli le mosse che ora ha in serbo. Lucrezia si rifugerà a Pesaro presso il marito Giovanni Sforza assieme alla madre Vannozza e Giulia Farnese, che dovrà fingere di essere l'amante di Machiavelli, mentre Cesare andrà a Napoli per incoronare Alfonso II re di Napoli. Cesare sembra essere molto contento dell'incarico, ma la sua euforia viene interrotta da Lucrezia che in preda ad uno scatto di rabbia lo rimprovera per averla messa incinta e per aver reso nulle le sue speranze di ottenere l'annullamento del matrimonio con lo Sforza. Cesare risponde entusiasta alla notizia, ma le sue rassicurazioni non servono a calmare Lucrezia che chiede al padre una soluzione al problema. Alessandro VI le dice che non si tratta di un suo problema e che d'ora in poi l'unico cosa che deve fare è eseguire l'ordine di andare a Pesaro da suo marito. Nel frattempo, Giuliano Della Rovere, scappato anche egli dalla Basilica in seguito alla diffusione del morbo, ha preso la decisione di andare in Francia per spronare il re Carlo VIII ad avviare una spedizione militare in Italia per impossessarsi del Regno di Napoli, reclamato dalla corona francese, e di deporre il papa. Ma Carlo VIII diffida dei consigli del cardinale, e anziché curarsi di suoi consigli preferisce seguire quelli del suo astrologo di corte. Nel frattempo a Firenze il governo della città è stato rovesciato dal monaco domenicano Girolamo Savonarola acerrimo nemico di papa Borgia e della curia romana. Savonarola organizza un rogo di tutte le opere materiali ree di aver corrotto i costumi di Firenze, e mentre bruciano libri, strumenti musicali e quadri, maledice il nome di Rodrigo Borgia e condanna la sua anima all'inferno. Quando il papa viene a sapere della calata di Carlo VIII decide di dimostrarsi accondiscendente e per fare ciò fa chiamare a Roma il re di Francia garantendo il libero passaggio al suo esercito. Carlo VIII, che viene mostrato come un uomo deforme e brutto, viene ricevuto dal papa e da suo figlio Cesare per ottenere la benedizione per la sua impresa. Alessandro VI decide di benedire la sua impresa e di appoggiarlo, ma proprio mentre sembra tutto risolto, Carlo VIII chiede al papa di pagare il riscatto di 400.000 ducati d'oro per Giulia Farnese, la quale era stata fatta prigioniera dai soldati francesi e rinchiusa in una grande gabbia. Alessandro VI, non potendo sopportare di vederla in una gabbia, decide di pagarlo e offre al re Cesare come ostaggio. il cardinale però rifiuta di obbedire all'ordine del padre e si punta un coltello alla gola affermando che essendo un Borgia non entrerà mai vivo in una gabbia e che piuttosto avrebbe preferito suicidarsi. Soddisfatto del comportamento di Cesare, Carlo VIII gli offre il privilegio di fargli da guida e di cavalcare a suo fianco non da ostaggio ma da uomo suo pari. Cesare accetta e parte alla volta di Napoli. Dopo essere giunti a Napoli, i francesi assediano la città e la espugnano. Carlo VIII decide di far festa invitando un gran numero di prostitute al campo francese e tra esse sceglie la più bella per riservarla a Cesare Borgia, ma una volta entrato nella sua tenda scopre con grande sgomento che il cardinale è fuggito dal campo dopo aver tramortito il proprio stalliere, averli rubato i vestiti e aver sottratto al re la somma per il riscatto pagato per liberare Giulia Farnese e averlo sostituito con delle pietre.

### Tutto è Vanita
Pochi giorni dopo la fuga di Cesare e la conquista francese di Napoli, Lucrezia fa ritorno a Pesaro assieme al marito Giovanni come le era stato ordinato dal padre. Una notte, durante una festa, Giovanni si prende gioco della moglie ed inizia a darle della squaldrina e dell'incestuosa, deridendola per essere rimasta incinta di suo fratello o di suo padre. Lucrezia non sopportando di essere derisa a causa della sua gravidanza, tenta prima di avvelenarlo e non riuscendoci ordina alla sua serva Pantasilea di uccidere suo marito davanti ai suoi occhi. Spaventato a morte, Giovanni si inginocchia davanti a Lucrezia e la implora di risparmiargli la vita. Lucrezia lo grazia, ma per umiliarlo ancora di più gli urina in faccia. Offeso ed umiliato, Giovanni decide di abbandonare Pesaro maledicendola. Nel frattempo a Napoli Carlo VIII muore durante un'eruzione del Vesuvio, e a seguito della sua morte l'esercito francese allo sbando lascia l'Italia Meridionale per tornare in Francia. La voce giunge a Firenze, dove Cesare si era rifugiato presso Machiavelli in attesa di poter tornare a Roma senza rischiare di finire di nuovo in mano dei francesi. Spinto da Machiavelli, Cesare inizia a desiderare di creare un proprio ducato nell'(Italia Centro Settentrionale) posta sotto il comando degli Sforza. Fa ritorno a Roma e si reca da suo padre per chiedergli la dispensa papale, ma Alessandro VI ha in mente di affidare il comando delle truppe pontificie al suo diletto (Giovanni), mentre Cesare deve occuparsi esclusivamente della vita ecclesiastica. Preso dall'Ira, Cesare insulta Giovanni per i suoi modi effeminati e per le sue preferenze omosessuali e tra i due nasce un acceso diverbio, nel quale Alessandro VI interviene in difesa di Giovanni rivelando a Cesare che egli è in realtà figlio di Vannozza e di un semplice servo. Sconvolto dalla rivelazione, Cesare abbandona il palazzo maledicendo il padre e suo fratello e giurando vendetta su entrambi. Quella stessa notte, mentre si trovava sulla sponda del Tevere in cerca di ragazzi disposti a prostituirsi), Giovanni viene ucciso da un sicario inviato da Cesare e buttato nel fiume senza la mano destra. Il mattino il papa piange sul corpo del figlio ucciso maledicendo i suoi stessi peccati. In quel momento arriva Cesare che gli confessa di essere stato lui il mandante dell'omicidio e che ora che è divenuto lui l'unico vero figlio di Alessandro VI si aspetta che il padre gli conceda la dispensa ed il comando delle truppe pontificie. Alessandro VI acconsente. Trascorre un po' di tempo e Cesare inizia a mettere in piedi un grande esercito, e chiede persino l'aiuto di Leonardo Da Vinci, affinché progetti delle micidiali macchine da guerra. In pochi mesi cadono ai suoi piedi Forlì, Imola, Pesaro e Urbino. Ovunque il Valentino vada lascia una scia di sangue e distruzione. Nel frattempo, Lucrezia muore dando alla luce suo figlio, il quale nasce morto e deforme. Non viene rivelato se sia figlio di Cesare o del papa stesso. La notizia della morte di Lucrezia scuote moltissimo sia Cesare che Alessandro VI, lo stesso papa muore in circostanze misteriose mentre stava celebrando una messa nella Basilica di San Pietro in presenza del Cardinale Della Rovere. Il servo Micheletto non crede che la morte di Alessandro VI sia dovuta al castigo divino come molti dicono, e, al calar della notte, si intrufola nella stanza di Della Rovere e scopre che è stato proprio il cardinale ad uccidere il papa con del vino avvelenato. Di li a poco il cardinale Della Rovere diventa papa con il nome di Giulio II, e una volta acquisito il potere priva Cesare Borgia dei suoi possedimenti. Il Valentino, rimasto ormai senza nulla, decide di recarsi in Navarra per offrire i suoi servigi al re, ma una volta raggiunta la Navarra viene ucciso a tradimento assieme a tutti i suoi uomini ad eccezione di Micheletto che riesce miracolosamente a salvarsi. Tornato nel suo paese natale nel Sud Italia, Micheletto decide di suicidarsi per sfuggire ad una vita di povertà e di soprusi da parte dei più ricchi. Il fumetto termina con l'Epitaffio "VANITAS VANITATUM ET OMNIA VANITAS".